# 长柄杜英
长柄杜英（学名：Elaeocarpus petiolatus）为杜英科杜英属下的一个种。

## 扩展阅读
維基物種上的相關：长柄杜英